# Ilex medogensis
Ilex medogensis là một loài thực vật có hoa trong họ Aquifoliaceae. Loài này được Y.R. Li mô tả khoa học đầu tiên năm 1981.